# Diademichthys lineatus
Diademichthys lineatus là loài cá biển duy nhất thuộc chi Diademichthys trong họ Gobiesocidae. Loài cá này được mô tả lần đầu tiên vào năm 1883.

## Từ nguyên
Từ diademichthys trong tên chi được ghép bởi hai âm tiết: Diadema, tên của một chi cầu gai mà loài cá này thường bơi gần chúng, và ichthys ("cá"). Tính từ định danh lineatus trong tiếng Latinh có nghĩa là "có sọc", hàm ý đề cập đến những dải sọc trắng dọc theo chiều dài cơ thể ở loài cá này.

## Phạm vi phân bố và môi trường sống
Ở Ấn Độ Dương, D. lineatus chỉ được ghi nhận tại bờ biển Oman và Mauritius; từ bờ biển Tây Úc, D. lineatus được phân bố trải dài về phía đông đến Fiji và Tonga ở Tây Thái Bình Dương, ngược lên phía bắc đến quần đảo Ryukyu (Nhật Bản), giới hạn phía nam đến bờ biển bang Queensland (Úc) và Nouvelle-Calédonie.
Ở Việt Nam, D. lineatus được ghi nhận tại cù lao Chàm (Quảng Nam); Ninh Thuận; vịnh Nha Trang (Khánh Hòa) và cù lao Câu (Bình Thuận); cũng như tại quần đảo An Thới (Kiên Giang).
D. lineatus thường sống gần các loài cầu gai Diadema hay các cụm san hô có nhánh trên rạn san hô, hoặc trong những mảng san hô có nhiều cỏ biển, độ sâu được tìm thấy trong khoảng từ 3 đến ít nhất là 20 m.

## Mô tả
D. lineatus có chiều dài cơ thể lớn nhất được ghi nhận là 5 cm. Thân thuôn dài và mảnh, màu đỏ thẫm hoặc nâu đỏ. Mõm dài và dẹt, có hình muỗng. Từ chóp mõm dọc theo gốc vây lưng có một sọc màu trắng/vàng nhạt, và một sọc tương tự ở hai bên thân. Vây đuôi có một vệt chữ C màu đỏ sẫm, bao quanh một đốm vàng ở phía trước; rìa sau của vây đuôi trong suốt.
Sự dị hình giới tính ở D. lineatus được biết qua hình dạng của mõm. Cá cái có mõm dài hơn, trong khi cá đực có mõm bo tròn.
Số gai ở vây lưng: 0; Số tia vây ở vây lưng: 13–15; Số gai ở vây hậu môn: 0; Số tia vây ở vây hậu môn: 12–14; Số tia vây ở vây ngực: 25–26; Số gai ở vây bụng: 1; Số tia vây ở vây bụng: 5.

## Sinh thái học

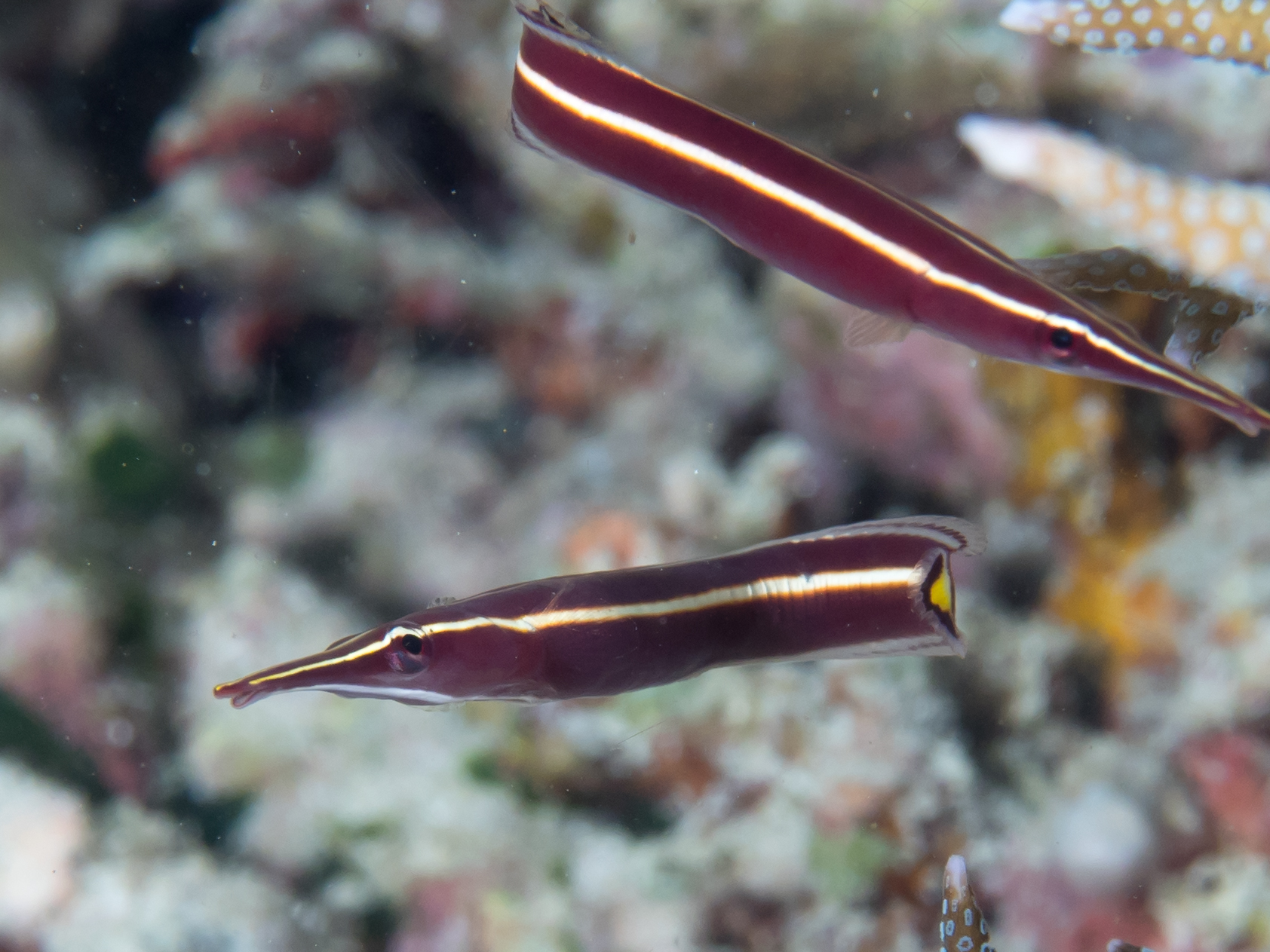
Một cặp D. lineatus

D. lineatus là một loài sống hội sinh trên vật chủ là cầu gai Diadema. Cá con ăn các cơ quan gọi là sphaeridia và pedicellaria trên cơ thể cầu gai, cũng như các loài giáp xác chân chèo cùng sống hội sinh trên đó.
Khi lớn lên, D. lineatus trở nên ít phụ thuộc vào cầu gai hơn. Cá trưởng thành ăn các loài thân mềm hai mảnh vỏ đào hang dưới san hô, cũng như chân ống của cầu gai và trứng của các loài tôm cùng sống hội sinh. Tuy nhiên, cá cái với mõm dài hơn thường ăn trứng tôm và loài hai mảnh vỏ nhiều hơn cá đực, trong khi cá đực lại ưa gặm chân ống của cầu gai hơn cá cái.
Trên cơ thể của D. lineatus, người ta phát hiện một chất nhầy có độc tố giống như grammistin, một chất độc được tìm thấy trên da của một số chi cá thuộc hai tông Grammistini và Diploprionini (nằm trong phân họ Cá mú).

## Phân loại học
Theo nghiên cứu phát sinh chủng loại phân tử của Conway và các cộng sự (2020), D. lineatus được xếp vào phân họ Diademichthyinae của họ Gobiesocidae.